# حنوتسن
حنوتسن (به انگلیسی: Henutsen) شهبانویی در دودمان چهارم مصر و همسر فرعون خوفو بود. او همچنین دختر شاه هونی از همسر سومش بود. نام او از روی سنگ یادبودی مربوط به دودمان شانزدهم که در کنار معبد ایزیس شناخته شده است. او در این سنگ یادبود نام "دختر شاه" بر خود دارد.

## فرزندان
حنوتسن از شاه خوفو سه پسر داشت: خفرع، مینخاف یکم، و خوفوخاف یکم. نام و تصویر او در آرامگاه مینخاف یکم (G 7430 - 7440) در جیزه آورده شده است. گمان می‌رود که خفرع هرم موسوم به G1c را به مجموعه آرامگاه پدرش افزوده باشد تا مادرش، حنوتسن، در آن آرام گیرد.